# أبو الحجاج البلوي
أبو الحجّاج يوسف بن محمد بن عبد الله البَلَوي المالقي يعرف أيضًا بـابن الشيخ (1132 - مارس 1208) (526 - رمضان 604) عالم مسلم ولغوي وأديب عربي أندلسي من أهل القرن الثاني عشر الميلادي/السادس الهجري. ولد في مالقة ونشأ بها. تعلم علوم عصره على علماءها. قام برحلات إلى المشرق، وسكن الإسكندرية لمدة وتولى الخطابة فيها. شارك مع الإيوبيين ضد حملات صليبية. ثم عاد إلى وطنه وقام بأعمال خيرية ودينية. له «ألف باء» و«تكميل الأبيات وتتميم الحكايات». توفي في مسقط رأسه.

## سيرته
هو أبو الحجّاج يوسف بن محمد بن عبد الله بن يحيى بن غالب البَلَوي المالِقي. ولد في مالقة سنة 526 هـ/ 1132 م وقيل سنة 529 هـ/ 1135 م. تلقى علومه على عدد كثير من علماء عصره في مدن مختلفة، منهم: أبو محمد عبد الوهاب، وأبو عبد الله بن سورة، وأبو إسحاق إبراهيم بن قرقول، وأبو زيد السهيلي، وأبو محمد عبد الحق بن الخراط الإشبيلي، وابن حوط الله البلنسي. ثم تولى الخطابة في بلدته وتصدر للتدريس، كما كان بنّاءً يعمل في الإشراف على البِناء.
قام برحلات سنة 561 هـ/ 1166 م فمرّ على الإسكندرية فسمع من أبي طاهر أحمد بن محمد السلفي الأصبهاني، وأبي محمد عبد الله بن عبد الرحمن العثماني، وتقيّة بنت غيث الأرمنازي. تولى الخطابة مدّة في الإسكندرية. ثم حجّ وعاد إليها. ويبدو أنه زار الشام في هذه الأثناء وحارب الصليبيين في جيش الإيوبي. ثم عاد إلى الأندلس وقام بكثير من أعمال الخير وبالمُرابطة، فشارك في بناء عددٍ كبيرٍ من المساجد، وفي حفر عددٍ من الآبار بمالِه وبعِلمهِ وبيده نفسه. كما غزا مع أبو يوسف يعقوب بن يوسف المنصور إلى جانب ما كان يقومُ به من التدريس في مالقة، مسقط رأسه.
توفي البلوي في مالقة رمضان سنة 604 هـ/ مارس 1208.

## مهنته
كان أبو الحجاج البلوي مشاركًا في عددٍ كبيرٍ من فنون عصره، الفقه والأصول واللغة والنحو والأدب والحساب والمِساحة، وكان مائلًا إلى التصوف. ولكن غلب عليه الأدب. وكان شاعرًا مُكثرًا، قال عن شعره عمر فروخ «ولكنَّ شعرَه نظمٌ عاديٌّ كثيرُ التكلّفِ قليلُ الرَونق. أما نثرُه فمَتينٌ وإن كان كثيرَ التكلّف جدًّا.» نعته الذهبي في سير أعلام النبلاء وقال «الإِمَامُ، القُدْوَةُ، المُجَابُ الدَّعوَةِ... وَكَانَ رَبَّانِيّاً، مُتَأَلِّهاً، قَانِتاً للهِ، كَثِيْرَ الغَزْوِ، يُعَدُّ مِنَ الأَبْدَالِ، وَفحُوْلِ الرِّجَالِ.»

## حياته الشخصية
تزوج عدة مرات ولكن لم يرزَق من نسائه أولادًا ولا كان سعيدًا في حياته معهّن. فتزوّج أخيرًا فتاةً صغيرةً سوداءَ ليسعَد معها. وقد رُزِق منها على كِبَرِ ولدًا سمّاه عبد الرحيم.

## مؤلفاته
وله كتبٌ كثيرةٌ، منها:

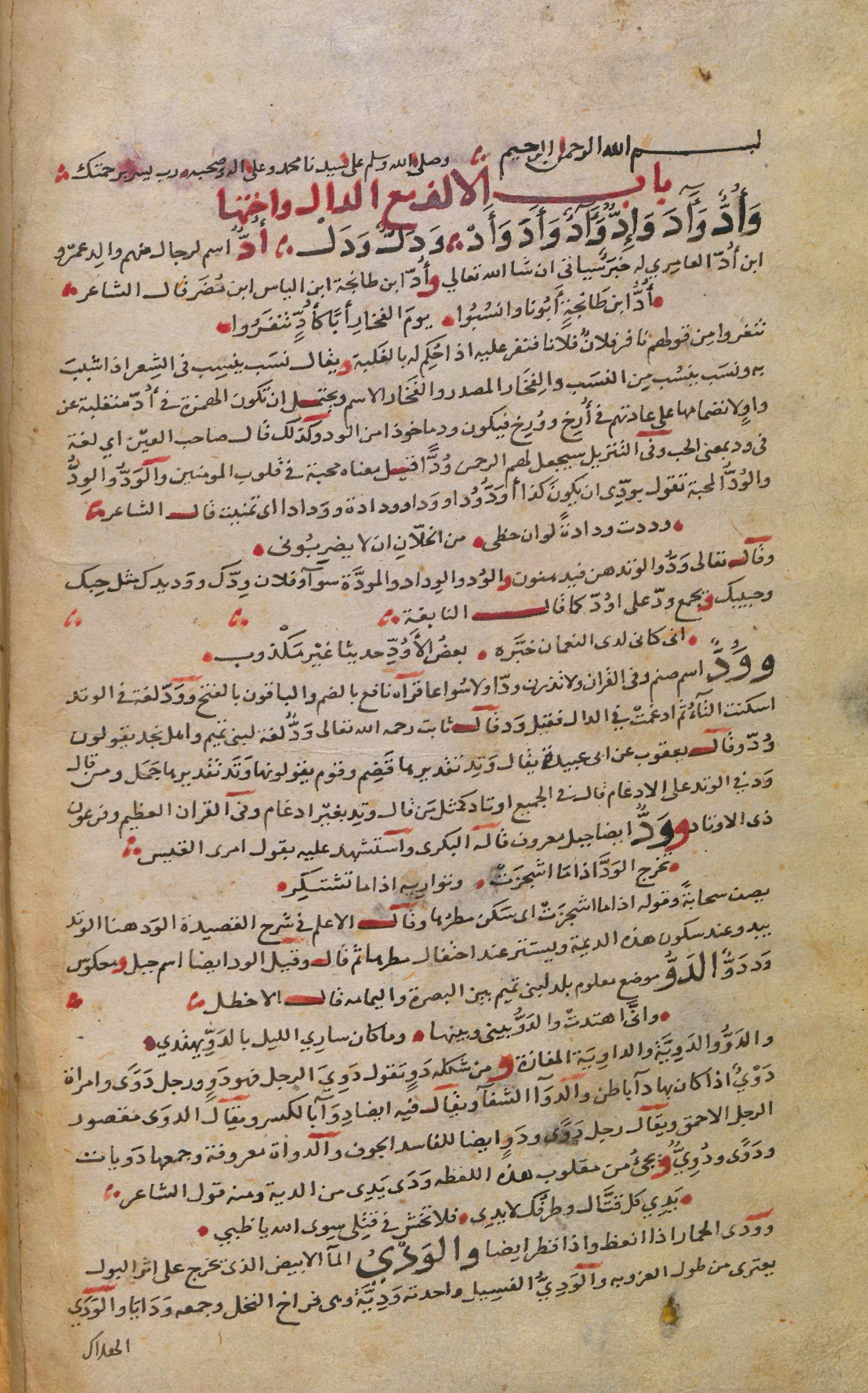
الصفحة الأولى من مخطوطة كتاب «ألف باء» لأبو الحجاج البلوي، كتبه الناسخ المصري أحمد المتبولي الشافعي سنة 1565 م/ 972 هـ.

- «ألف باء»: وهو مجموعٌ موسِعيٌّ ضمّنه وجوهًا من المعرفة استفعادها من القرآن والحديث والشعر والتاريخ واللغة، وسمّاه ألف باء لأنّه بناه على عددٍ من الألفاظ التي تبدأ بالألف وعلى عدد يسير تبدأ بالباء وعلى غيرها. وهذ الكتاب يتألف من مقدّمةٍ ومن فصلٍ طويلِ يزيدُ على ألف صفحةٍ، وهو يعد قاموسٌ طريفٌ لعدد من الألفاظ الثلاثية التي يُمكِن أن يتركّب من حروفها ألفاظٌ كثيرةٍ. وفي أثناء هذه اللفظية قليل القائدة، يستطرد إلى أمور كثيرة: يخرُجُ من لغةٍ إلى قصةٍ، ومن قصّة إلى شعرٍ، ثم يذكّره شاعرٌ بشاعرِ، وشاعرٌ بحكايةٍ، وحكايةٌ بقصيدةٍ وإلخ. وقد قصد من تأليفه أن يُثقّف ابنه عبد الرحيم الذي كان عند تأليف الكتاب صغيرًا.[6]
- «تكميل الأبيات وتتميم الحكايات»: مما اختصرته في كتاب ألف باء، فقد ضمّنه كثيرًا مما جرى بينه وبين شيخه وصديقه أبي محمد عبد الوهاب القيسي من الكلام في الأدب والشعر والتاريخ وغيرها.[6]
- المختارات من آثاره
- فهرسته بأسماء شيوخه